# Cardiopatia congènita
El terme de cardiopatia congènita s'utilitza per descriure les alteracions del cor i els grans vasos que hi ha des del naixement. La majoria d'aquests processos es deuen a un desenvolupament defectuós de l'embrió durant l'embaràs, quan es formen les estructures cardiovasculars principals. Les alteracions més greus poden ser incompatibles amb la vida intrauterina, però n'hi ha moltes que apareixen en nascuts vius. A nivell mundial, s'estima que es presenten entre 8 i 10 casos per cada 1.000 naixements.
Les cardiopaties més freqüents són la comunicació interventricular (CIV) amb un 18-20% del total, la comunicació interauricular (CIA) 5-8% i el ductus arteriós persistent (PCA) en un 5 -10%. Aquestes són les anomenades cardiopaties acianòtiques perquè no produeixen cianosi o color blavosa de la pell i s'associen amb flux pulmonar augmentat, insuficiència cardíaca, desnutrició i infeccions respiratòries a repetició.
Dins de les cardiopaties congènites cianòtiques, la més freqüent és la tetralogia de Fallot (TF), que és responsable d'entre un 5 i un 10% de tots els defectes cardíacs.
Els termes congènit i hereditari no són sinònims: totes les malalties hereditàries són congènites, però no totes les malalties congènites són hereditàries.
Algunes produeixen manifestacions poc després de néixer, relacionades sovint amb el pas de la circulació fetal a la postnatal (amb oxigenació dependent dels pulmons, i no de la placenta). Altres, però, no es manifesten fins a l'edat adulta (p. ex: la coartació d'aorta o la CIA).
S'han aconseguit avenços enormes en el diagnòstic i tractament de les cardiopaties congènites, que han permès allargar la vida de molts nens. La majoria d'elles són susceptibles actualment d'una reparació quirúrgica que va seguida de bons resultats.

## Tipus de malformacions del cor i sistema circulatori

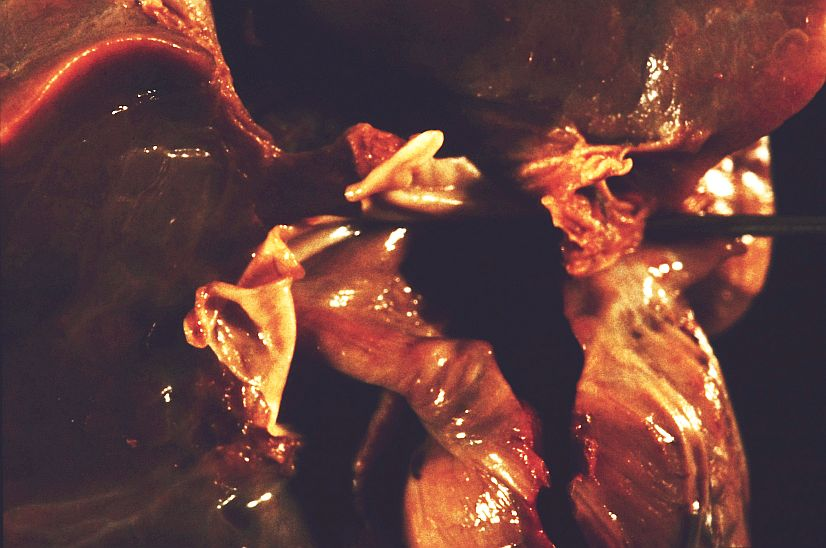
Defecte septal alt en un nounat

- Malformacions congènites de les càmeres cardíaques i les seves connexions.
  - Transposició dels grans vasos
  - Truncus arteriosus persistent[5]
- Malformacions del septe cardíac 
  - Comunicació interauricular
  - Comunicació interventricular
  - Tetralogia de Fallot
- Malformacions de la vàlvula pulmonar i tricúspide 
  - Atrèsia pulmonar[6]
  - Atrèsia tricuspídica[7]
  - Anomalia d'Ebstein[8]
  - Estenosi de vàlvula pulmonar
- Malformacions de la vàlvula aòrtica i mitral
- Altres malformacions congènites del cor 
  - Dextrocàrdia[9]
- Malformacions congènites de les grans artèries 
  - Coartació d'aorta
  - Ductus arteriós persistent[10]
- Malformacions congènites de les grans venes 
  - Síndrome de la simitarra[11]
- Altres malformacions congènites del sistema circulatori